# Rockbridgeite
La rockbridgeite è un minerale appartenente al gruppo omonimo.

## Origine e giacitura
Il minerale si trova nelle pegmatiti come prodotto di alterazione della trifilite, litiofilite, o altri fosfati, associata a strengite, metastrengite, goethite, laueite, strunzite.

## Forma in cui si presenta in natura
In masse raggiate e formate da cristalli aciculari, quasi fibrosi, rari sono i casi con individui ben terminati.

## Luoghi di ritrovamento
A Corrego Frio nel Minas Gerais (Brasile); nella miniera Victory presso Custer nel Dakota del Sud, nella White Mountains in California (USA).

## Proprietà chimico-fisiche
- Peso molecolare: 648,96 grammomolecola[2]
- Indice di fermioni: 0,008868215[2]
- Indice di bosoni: 0,991131785[2]
- Fotoelettricità: 44,53 barn/elettrone[2]
- Birifrangenza: 0,22[1]
- Dispersione: {\displaystyle r<v} o {\displaystyle r>v} molto forte[1]
- Pleocroismo[1]:
  - X: bruno chiaro o giallo-bruno chiaro
  - Y: verde bluastro
  - Z: Verde bluastro scuro